# Điền kinh trong nhà tại Đại hội Thể thao trong nhà châu Á 2007
Điền kinh trong nhà là môn thể thao thi đấu chính thức tại Đại hội Thể thao trong nhà châu Á 2007 được tổ chức từ ngày 30 tháng 10 đến 01 tháng 11 năm 2007 tại Ma Cao, Trung Quốc.

## Tổng kết

### Bảng thành tích
| 1     | Trung Quốc        | 8  | 3  | 1  | 12 |
| 2     | Kazakhstan        | 5  | 5  | 6  | 16 |
| 3     | Ấn Độ             | 3  | 3  | 4  | 10 |
| 4     | Ả Rập Xê Út       | 3  | 1  | 0  | 4  |
| 5     | Qatar             | 3  | 0  | 1  | 4  |
| 6     | Thái Lan          | 2  | 8  | 6  | 16 |
| 7     | Kuwait            | 1  | 3  | 0  | 4  |
| 8     | Indonesia         | 1  | 0  | 0  | 1  |
| 9     | Sri Lanka         | 0  | 2  | 0  | 2  |
| 10    | Iran              | 0  | 1  | 3  | 4  |
| 11    | Hồng Kông         | 0  | 0  | 1  | 1  |
| 11    | CHDCND Triều Tiên | 0  | 0  | 1  | 1  |
| 11    | Pakistan          | 0  | 0  | 1  | 1  |
| 11    | Hàn Quốc          | 0  | 0  | 1  | 1  |
| 11    | Việt Nam          | 0  | 0  | 1  | 1  |
| Total | Total             | 26 | 26 | 26 | 78 |

### Người chiến thắng

#### Nam
| Đại hội           | Vàng                                                                                              | Vàng    | Bạc | Bạc     | Đồng                                                                | Đồng    |
| ----------------- | ------------------------------------------------------------------------------------------------- | ------- | --- | ------- | ------------------------------------------------------------------- | ------- |
| 60m               | Samuel Francis                                                                                    | 6,54    | Yahya Al-Gahes                                                                                              | 6,56    | Wachara Sondee                                                      | 6,65    |
| 400m              | Wang Liangyu                                                                                      | 46,08   | Prasanna Amarasekara                                                                                        | 47,09   | Jukkatip Pojaroen                                                   | 47,40   |
| 800m              | Mohammad Al-Azemi                                                                                 | 1:49,62 | Ehsan Mohajer Shojaei                                                                                       | 1:50,22 | Rajeev Ramesan                                                      | 1:50,87 |
| 1500m             | Hamza Chatholi                                                                                    | 3:50,22 | Omar Al-Rasheedi                                                                                            | 3:50,58 | Abubaker Ali Kamal                                                  | 3:50,78 |
| 3000m             | Charles Bett Koech                                                                                | 8:04,69 | Surendra Singh                                                                                              | 8:04,99 | Sunil Kumar                                                         | 8:10,07 |
| 60m vượt rào      | Wu Youjia                                                                                         | 7,82    | Narongdech Janjai                                                                                           | 7,99    | Muhammad Sajjad                                                     | 8,02    |
| Tiếp sức 4 x 400m | Ả Rập Xê Út · Hamdan Odha Al-Bishi · Ali Saad Al-Deraan · Yousef Masrahi · Hamed Hamadan Al-Bishi | 3:11,29 | Sri Lanka · Prasanna Amarasekara · Rohitha Pushpakumara · Shiwantha Weerasuriya · Ashoka Kumara Jayasundara | 3:11,29 | Iran · Iman Roghani · Hashem Khazaei · Reza Bouazar · Sajjad Moradi | 3:13,18 |
| Nhảy cao          | Rashid Al-Mannai                                                                                  | 2,24    | Sergey Zasimovich                                                                                           | 2,21    | Kim Young-Min                                                       | 2,21    |
| Nhảy sào          | Liu Feiliang                                                                                      | 5,30    | Ali Al-Sabbaghah                                                                                            | 5,10    | Pendar Shoghian                                                     | 4,90    |
| Nhảy xa           | Hussein Taher Al-Sabee                                                                            | 7,93    | Keeratikorn Janmanee                                                                                        | 7,59    | Konstantin Safronov                                                 | 7,51    |
| Nhảy ba bước      | Roman Valiyev                                                                                     | 16,57   | Wu Bo | 16,45   | Yevgeniy Ektov                                                      | 16,34   |
| Ném tạ            | Sultan Al-Hebshi                                                                                  | 18,99   | Ahmad Gholoum                                                                                               | 18,88   | Mehdi Shahrokhi                                                     | 18,48   |
| Bảy môn phối hợp  | Vinod Pulimoothil                                                                                 | 5561 đ  | Pavel Dubitskiy                                                                                             | 5432 đ  | Boonkete Chalon                                                     | 5046 đ  |

#### Nữ
| Đại hội           | Vàng                                                                                       | Vàng    | Bạc                                                                                       | Bạc     | Đồng                                                                          | Đồng    |
| ----------------- | ------------------------------------------------------------------------------------------ | ------- | ----------------------------------------------------------------------------------------- | ------- | ----------------------------------------------------------------------------- | ------- |
| 60m               | Nongnuch Sanrat                                                                            | 7,28    | Sangwan Jaksunin                                                                          | 7,49    | Natalya Ivoninskaya                                                           | 7,59    |
| 400m              | Tang Xiaoyin                                                                               | 53,56   | Tatyana Azarova                                                                           | 53,68   | Olga Tereshkova                                                               | 53,89   |
| 800m              | Liu Qing                                                                                   | 2:06,13 | Sinimole Paulose                                                                          | 2:06,32 | Antony Vijila                                                                 | 2:06,75 |
| 1500m             | Sinimole Paulose                                                                           | 4:22,56 | Svetlana Lukasheva                                                                        | 4:24,92 | Li Zhenzhu                                                                    | 4:25,96 |
| 3000m             | Chen Xiaofang                                                                              | 9:23,11 | Preeja Sreedharan                                                                         | 9:27,62 | Bùi Thị Hiền                                                                  | 9:36,38 |
| 60m vượt rào      | Natalya Ivoninskaya                                                                        | 8,33    | Zhang Rong                                                                                | 8,35    | Anastassiya Vinogradova                                                       | 8,48    |
| Tiếp sức 4 x 400m | Kazakhstan · Tatyana Khajimuradova · Tatyana Azarova · Anna Gavriushenko · Olga Tereshkova | 3:37,59 | Thái Lan · Jutamass Tawoncharoen · Saowalee Kaewchvay · Kanya Harnthong · Wassana Winatho | 3:38,25 | Ấn Độ · Anu Maria Jose · Antony Vijila · Sini Jose · Machettira Raju Poovamma | 3:41,09 |
| Nhảy cao          | Noengrothai Chaipetch                                                                      | 1,91    | Yekaterina Yevseyeva                                                                      | 1,88    | Anna Ustinova                                                                 | 1,88    |
| Nhảy sào          | Ni Putu Desy Margawati                                                                     | 3,75    | Sunisa Kaoaed                                                                             | 3,60    | Pasuta Wongwieng                                                              | 3,40    |
| Nhảy xa           | Chen Yaling                                                                                | 6,45    | Thitma Muangjan                                                                           | 6,04    | Sirada Seechaichana                                                           | 5,82    |
| Nhảy ba bước      | Irina Litvinenko                                                                           | 13,56   | Thitma Muangjan                                                                           | 13,42   | Kang Hye-Sun                                                                  | 12,90   |
| Ném tạ            | Li Fengfeng                                                                                | 16,33   | Juttaporn Krasaeyan                                                                       | 15,69   | Tin Ka Yin                                                                    | 11,71   |
| Năm môn phối hợp  | Irina Naumenko                                                                             | 4179 đ  | Liu Haili                                                                                 | 4063 đ  | Watcharaporn Masim                                                            | 3614 đ  |

## Nam

### 60m
| Hạng  | VĐV                      | Thời gian |       |
| Đợt 1 | Đợt 1                    | Đợt 1     | Đợt 1 |
| ----- | ------------------------ | --------- | ----- |
| 1     | Wachara Sondee           | 6,79      | Q     |
| 2     | Guo Fan                  | 6,79      | Q     |
| 3     | Hoang Thanh Viet         | 6,95      | Q     |
| 4     | Barakat Al-Harthi        | 7,10      |       |
| 5     | Jarah Al-Khadher         | 7,15      |       |
| 6     | Khosbayar Bayandorj      | 7,47      |       |
|       | Haykal Moussallem        | DSQ       |       |
| Đợt 2 |                          |           |       |
| 1     | Sompote Suwannarangsri   | 6,72      | Q     |
| 2     | Umanga Sanjeewa Surendra | 6,88      | Q     |
| 3     | Tang Yik Chun            | 6,88      | Q     |
| 4     | Grigoriy Volodin         | 6,94      | q     |
| 5     | Eisa Al-Youhah           | 7,02      |       |
| 6     | Mohamad Siraj Tamim      | 7,04      |       |
| Đợt 3 |                          |           |       |
| 1     | Yahya Habeeb             | 6,81      | Q     |
| 2     | Muhammad Imran           | 6,85      | Q     |
| 3     | Chiang Wai Hung          | 6,90      | Q     |
| 4     | Shim Jung-Bo             | 6,98      | q     |
| 5     | Zahir Naseer             | 7,44      |       |
|       | Abdulla Al-Waleed        | DNS       |       |
| Đợt 4 |                          |           |       |
| 1     | Yahya Al-Gahes           | 6,61      | Q     |
| 2     | Samuel Francis           | 6,65      | Q     |
| 3     | Iman Roghani             | 6,84      | Q     |
| 4     | Poh Seng Song            | 6,91      | q     |
| 5     | Pao Hin Fong             | 6,94      | q     |
| 6     | Lou Chi Wai              | 7,30      |       |

| Hạng  | VĐV                      | Thời gian |       |
| Đợt 1 | Đợt 1                    | Đợt 1     | Đợt 1 |
| ----- | ------------------------ | --------- | ----- |
| 1     | Samuel Francis           | 6,55      | Q     |
| 2     | Yahya Al-Gahes           | 6,61      | Q     |
| 3     | Wachara Sondee           | 6,68      | Q     |
| 4     | Iman Roghani             | 6,88      |       |
| 5     | Umanga Sanjeewa Surendra | 6,89      |       |
| 6     | Chiang Wai Hung          | 6,94      |       |
| 7     | Poh Seng Song            | 6,95      |       |
|       | Shim Jung-Bo             | DNS       |       |
| Đợt 2 |                          |           |       |
| 1     | Sompote Suwannarangsri   | 6,69      | Q     |
| 2     | Guo Fan                  | 6,80      | Q     |
| 3     | Tang Yik Chun            | 6,84      | Q     |
| 4     | Muhammad Imran           | 6,85      | q     |
| 5     | Grigoriy Volodin         | 6,87      | q     |
| 6     | Hoang Thanh Viet         | 6,96      |       |
| 7     | Pao Hin Fong             | 7,01      |       |
|       | Yahya Habeeb             | DSQ       |       |

Chung kết - 30 tháng 10
| Hạng | VĐV                    | Thời gian |
| ---- | ---------------------- | --------- |
|      | Samuel Francis         | 6,54      |
|      | Yahya Al-Gahes         | 6,56      |
|      | Wachara Sondee         | 6,65      |
| 4    | Guo Fan                | 6,68      |
| 5    | Muhammad Imran         | 6,79      |
| 6    | Tang Yik Chun          | 6,86      |
| 7    | Grigoriy Volodin       | 6,87      |
|      | Sompote Suwannarangsri | DSQ       |

### 400m
| Hạng  | VĐV                       | Thời gian |       |
| Đợt 1 | Đợt 1                     | Đợt 1     | Đợt 1 |
| ----- | ------------------------- | --------- | ----- |
| 1     | Hamdan Odha Al-Bishi      | 48,74     | Q     |
| 2     | Vinay Choudhary           | 48,96     | Q     |
| 3     | Bibin Mathew              | 49,19     | q     |
| 4     | Fawzi Al-Shammari         | 50,00     |       |
| 5     | Idelfonso dos Santos      | 1:00,01   |       |
| Đợt 2 |                           |           |       |
| 1     | Prasanna Amarasekara      | 49,07     | Q     |
| 2     | Supachai Phachsay         | 49,28     | Q     |
| 3     | Aleksey Pogorelov         | 49,46     | q     |
| 4     | Zahir Naseer              | 54,55     |       |
|       | Yonas Al-Hosah            | DNS       |       |
| Đợt 3 |                           |           |       |
| 1     | Wang Liangyu              | 47,94     | Q     |
| 2     | Jukkatip Pojaroen         | 48,62     | Q     |
| 3     | Mohammad Akefian          | 49,17     | q     |
| 4     | Belal Hasan Al-Saari      | 51,61     |       |
| 5     | Khosbayar Bayandorj       | 53,14     |       |
| Đợt 4 |                           |           |       |
| 1     | Reza Bouazar              | 49,23     | Q     |
| 2     | Chao Un Kei               | 49,76     | Q     |
| 3     | Ashoka Kumara Jayasundara | 49,80     | q     |
| 4     | Sou Chon Kin              | 51,59     |       |

| Hạng  | VĐV                       | Thời gian |       |
| Đợt 1 | Đợt 1                     | Đợt 1     | Đợt 1 |
| ----- | ------------------------- | --------- | ----- |
| 1     | Wang Liangyu              | 47,86     | Q     |
| 2     | Reza Bouazar              | 48,15     | Q     |
| 3     | Jukkatip Pojaroen         | 48,17     | q     |
| 4     | Bibin Mathew              | 48,83     |       |
| 5     | Chao Un Kei               | 49,66     |       |
| 6     | Ashoka Kumara Jayasundara | 50,08     |       |
| Đợt 2 |                           |           |       |
| 1     | Hamdan Odha Al-Bishi      | 47,98     | Q     |
| 2     | Prasanna Amarasekara      | 48,38     | Q     |
| 3     | Mohammad Akefian          | 48,58     | q     |
| 4     | Vinay Choudhary           | 48,98     |       |
| 5     | Aleksey Pogorelov         | 49,51     |       |
| 6     | Supachai Phachsay         | 52,90     |       |

Chung kết - 31 tháng 10
| Hạng | VĐV                  | Thời gian |
| ---- | -------------------- | --------- |
|      | Wang Liangyu         | 46,08     |
|      | Prasanna Amarasekara | 47,09     |
|      | Jukkatip Pojaroen    | 47,40     |
| 4    | Reza Bouazar         | 48,22     |
| 5    | Hamdan Odha Al-Bishi | 48,37     |
| 6    | Mohammad Akefian     | 49,06     |

### 800m
| Hạng  | VĐV                   | Thời gian |       |
| Đợt 1 | Đợt 1                 | Đợt 1     | Đợt 1 |
| ----- | --------------------- | --------- | ----- |
| 1     | Sajeesh Joseph        | 1:56,57   | Q     |
| 2     | Lau Tak Lung          | 1:58,30   | Q     |
| 3     | Ajmal Amirov          | 2:01,06   |       |
| 4     | Lei Chi Keong         | 2:05,57   |       |
| Đợt 2 |                       |           |       |
| 1     | Rajeev Ramesan        | 1:57,11   | Q     |
| 2     | Park Sung-Soo         | 1:58,33   | Q     |
| 3     | Chan Hoi Kuan         | 2:06,43   |       |
|       | Sajjad Moradi         | DNF       |       |
|       | Yousef Masrahi        | DNF       |       |
| Đợt 3 |                       |           |       |
| 1     | Mohammad Al-Azemi     | 1:51,71   | Q     |
| 2     | Ehsan Mohajer Shojaei | 1:52,18   | Q     |
| 3     | Ali Saad Al-Deraan    | 1:52,74   |       |
| 4     | Firdavs Azizov        | 1:57,04   |       |
| 5     | Belal Hasan Al-Saari  | 1:57,47   |       |

| Hạng | VĐV                   | Thời gian |
| ---- | --------------------- | --------- |
|      | Mohammad Al-Azemi     | 1:49,62   |
|      | Ehsan Mohajer Shojaei | 1:50,22   |
|      | Rajeev Ramesan        | 1:50,87   |
| 4    | Sajeesh Joseph        | 1:51,41   |
| 5    | Park Sung-Soo         | 1:53,34   |
| 6    | Lau Tak Lung          | 1:56,28   |

### 1500m
| Hạng  | VĐV                      | Thời gian |       |
| Đợt 1 | Đợt 1                    | Đợt 1     | Đợt 1 |
| ----- | ------------------------ | --------- | ----- |
| 1     | Abubaker Ali Kamal       | 3:57,59   | Q     |
| 2     | Denis Bagrev             | 3:58,11   | Q     |
| 3     | Ajmal Amirov             | 4:04,41   | Q     |
| 4     | Yousef Masrahi           | 4:11,28   |       |
| 5     | Kezang Dorji             | 4:20,68   |       |
| 6     | Kuan Chi Hou             | 4:22,43   |       |
|       | Sajjad Moradi            | DNF       |       |
| Đợt 2 |                          |           |       |
| 1     | Omar Al-Rasheedi         | 4:00,00   | Q     |
| 2     | Rouhollah Mohammadi      | 4:00,31   | Q     |
| 3     | Hamza Chatholi           | 4:00,47   | Q     |
| 4     | Sun Wenli                | 4:01,00   | q     |
| 5     | Theerachai Rayabsri      | 4:01,66   | q     |
| 6     | Firdavs Azizov           | 4:04,60   | q     |
| 7     | Boonyu Kaveerattanakajon | 4:08,85   |       |
| 8     | Ieong Chio Wa            | 4:15,74   |       |

| Hạng | VĐV                 | Thời gian |
| ---- | ------------------- | --------- |
|      | Hamza Chatholi      | 3:50,22   |
|      | Omar Al-Rasheedi    | 3:50,58   |
|      | Abubaker Ali Kamal  | 3:50,78   |
| 4    | Rouhollah Mohammadi | 3:52,94   |
| 5    | Sun Wenli           | 3:56,85   |
| 6    | Theerachai Rayabsri | 3:57,02   |
| 7    | Denis Bagrev        | 3:57,37   |
| 8    | Ajmal Amirov        | 4:00,68   |
| 9    | Firdavs Azizov      | 4:08,46   |

### 3000m
Chung kết - 01 tháng 11
| Hạng | VĐV                  | Thời gian |
| ---- | -------------------- | --------- |
|      | Charles Bett Koech   | 8:04,69   |
|      | Surendra Singh       | 8:04,99   |
|      | Sunil Kumar          | 8:10,07   |
| 4    | Omar Al-Rasheedi     | 8:13,15   |
| 5    | Abubaker Ali Kamal   | 8:13,59   |
| 6    | Omid Mehrabi         | 8:19,48   |
| 7    | Denis Bagrev         | 8:27,77   |
| 8    | Seo Haeng-Jun        | 8:33,45   |
| 9    | Shi Linzhong         | 8:36,66   |
| 10   | Chan Chan Kit        | 9:32,48   |
| 11   | Augusto Ramos Soares | 9:37,67   |
| 12   | Pema Tshewang        | 9:45,67   |
| 13   | Lau Kuan Lon         | 9:52,81   |
| 14   | Pasang Pasang        | 10:02,34  |
|      | Rouhollah Mohammadi  | DNS       |
|      | Mukhlid Al-Otaibi    | DNS       |
|      | Ajmal Amirov         | DNS       |

### 60m vượt rào
| Hạng  | VĐV                   | Thời gian |       |
| Đợt 1 | Đợt 1                 | Đợt 1     | Đợt 1 |
| ----- | --------------------- | --------- | ----- |
| 1     | Nazar Mukhametzhan    | 7,92      | Q     |
| 2     | Fawaz Al-Shammari     | 8,02      | Q     |
| 3     | Muhammad Sajjad       | 8,03      | Q     |
| 4     | Jamraj Rittidet       | 8,17      |       |
| 5     | Ahmad Al-Molad        | 8,20      |       |
| 6     | Mandar Soasaleh       | 8,98      |       |
| 7     | Satosh Kumar Shrestha | 11,04     |       |
| Đợt 2 |                       |           |       |
| 1     | Wu Youjia             | 7,79      | Q     |
| 2     | Narongdech Janjai     | 7,99      | Q     |
| 3     | Sami Al-Haydar        | 8,03      | Q     |
| 4     | Husein Al-Youha       | 8,12      | q     |
| 5     | Tang Hon Sing         | 8,14      | q     |
| 6     | Wong Wai In           | 8,77      |       |
| 7     | Iong Kim Fai          | 9,13      |       |

| Hạng | VĐV                | Thời gian |
| ---- | ------------------ | --------- |
|      | Wu Youjia          | 7,82      |
|      | Narongdech Janjai  | 7,99      |
|      | Muhammad Sajjad    | 8,02      |
| 4    | Nazar Mukhametzhan | 8,09      |
| 5    | Sami Al-Haydar     | 8,10      |
| 6    | Husein Al-Youha    | 8,12      |
| 7    | Tang Hon Sing      | 8,15      |
| 8    | Fawaz Al-Shammari  | 8,19      |

### Tiếp sức 4 x 400m
| Hạng  | VĐV         | Thời gian |       |
| Đợt 1 | Đợt 1       | Đợt 1     | Đợt 1 |
| ----- | ----------- | --------- | ----- |
| 1     | Thái Lan    | 3:18,15   | Q     |
| 2     | Ấn Độ       | 3:20,08   | Q     |
| 3     | Kuwait      | 3:23,84   | q     |
| 4     | Ma Cao      | 3:25,93   |       |
| Đợt 2 |             |           |       |
| 1     | Ả Rập Xê Út | 3:13,67   | Q     |
| 2     | Sri Lanka   | 3:13,76   | Q     |
| 3     | Iran        | 3:18,54   | q     |

| Hạng | VĐV         | Thời gian |
| ---- | ----------- | --------- |
|      | Ả Rập Xê Út | 3:11,29   |
|      | Sri Lanka   | 3:11,29   |
|      | Iran        | 3:13,18   |
| 4    | Thái Lan    | 3:13,22   |
| 5    | Ấn Độ       | 3:16,81   |
| 6    | Kuwait      | 3:23,25   |

### Nhảy cao
| Hạng | VĐV                      | Kết quả |   |
| ---- | ------------------------ | ------- | - |
| 1    | Sergey Zasimovich        | 2,12    | Q |
| 1    | Hashem Iqeebi            | 2,12    | Q |
| 3    | Jamel Fakhari            | 2,08    | q |
| 3    | Kim Young-Min            | 2,08    | q |
| 5    | Rashid Al-Mannai         | 2,08    | q |
| 6    | Vitaliy Tsykunov         | 2,08    | q |
| 6    | Suchart Singhakiang      | 2,08    | q |
| 6    | Hari Shankar Roy         | 2,08    | q |
| 6    | Wang Hao                 | 2,08    | q |
| 10   | Nguyen Thanh Phong       | 2,04    | q |
| 10   | Amin Hosseinzadeh Rahbar | 2,04    | q |
| 12   | Salem Al-Anezi           | 2,04    | q |
| 13   | Syahrial                 | 2,00    |   |
| 14   | Lei Kuok Kuan            | 2,00    |   |
|      | Tsao Chih-Hao            | NM      |   |
|      | Choi Hong Fai            | DNS     |   |

| Hạng | VĐV                      | Kết quả |
| ---- | ------------------------ | ------- |
|      | Rashid Al-Mannai         | 2,24    |
|      | Sergey Zasimovich        | 2,21    |
|      | Kim Young-Min            | 2,21    |
| 4    | Hari Shankar Roy         | 2,18    |
| 5    | Hashem Iqeebi            | 2,15    |
| 6    | Vitaliy Tsykunov         | 2,15    |
| 7    | Salem Al-Anezi           | 2,15    |
| 7    | Wang Hao                 | 2,15    |
| 7    | Jamel Fakhari            | 2,15    |
| 10   | Suchart Singhakiang      | 2,08    |
| 11   | Nguyen Thanh Phong       | 2,04    |
| 12   | Amin Hosseinzadeh Rahbar | 2,04    |

### Nhảy sào
Chung kết - 30 tháng 10
| Hạng | VĐV                     | Kết quả |
| ---- | ----------------------- | ------- |
|      | Liu Feiliang            | 5,30    |
|      | Ali Al-Sabbaghah        | 5,10    |
|      | Pendar Shoghian         | 4,90    |
| 4    | Alexandr Akhmedov       | 4,75    |
|      | Mohammad Mohsen Rabbani | NM      |

### Nhảy xa
Chung kết - 31 tháng 10
| Hạng | VĐV                    | Kết quả |
| ---- | ---------------------- | ------- |
|      | Hussein Taher Al-Sabee | 7,93    |
|      | Keeratikorn Janmanee   | 7,59    |
|      | Konstantin Safronov    | 7,51    |
| 4    | Saleh Al-Hadad         | 7,49    |
| 5    | Mohammad Arzandeh      | 7,39    |
| 6    | Husein Al-Youha        | 7,05    |
| 7    | Kenneth Wang           | 7,01    |
| 8    | Leong Kin Kuan         | 6,92    |
| 9    | Vo Dan Dien            | 6,84    |
| 10   | Mark Habib             | 6,73    |
| 11   | Wong Pui Iam           | 6,47    |
|      | Gao Hongwei            | NM      |
|      | Mohammed Al-Khuwailidi | DNS     |

### Nhảy ba bước
Chung kết - 01 tháng 11
| Hạng | VĐV                  | Kết quả |
| ---- | -------------------- | ------- |
|      | Roman Valiyev        | 16,57   |
|      | Wu Bo                | 16,45   |
|      | Yevgeniy Ektov       | 16,34   |
| 4    | Theerayut Philakong  | 15,83   |
| 5    | Kim Dong-Han         | 15,78   |
| 6    | Afshin Daghar-Hemadi | 15,63   |
| 7    | Renjith Maheshwary   | 15,59   |
| 8    | Si Kuan Wong         | 14,97   |
| 9    | Kittisaki Sukon      | 14,81   |
| 10   | Tam Chan Keong       | 13,19   |
|      | Bibu Mathew          | DNS     |

### Ném tạ
Chung kết - 01 tháng 11
| Hạng | VĐV                  | Kết quả |
| ---- | -------------------- | ------- |
|      | Sultan Al-Hebshi     | 18,99   |
|      | Ahmad Gholoum        | 18,88   |
|      | Mehdi Shahrokhi      | 18,48   |
| 4    | Chang Ming-Huang     | 17,93   |
| 5    | Mashari Mohammad     | 17,29   |
| 6    | Chatchawal Polyiam   | 17,15   |
| 7    | Hwang In-Sung        | 17,11   |
| 8    | Tian Yingchun        | 16,90   |
| 9    | Sourabh Vij          | 16,75   |
| 10   | Kassem Mohamed Amine | 16,69   |
| 11   | Sarayudh Pinitjit    | 16,61   |
| 12   | Hou Fei              | 13,17   |
|      | Grigoriy Kamulya     | DNS     |

### Bảy môn phối hợp
31 tháng 10–01 tháng 11
| Hạng | VĐV                | 60m      | NXa      | NTạ       | NCao     | Rào 60m  | NSào     | 1000m       | Tổng điểm |
| ---- | ------------------ | -------- | -------- | --------- | -------- | -------- | -------- | ----------- | --------- |
|      | Vinod Pulimoothil  | 7,02 875 | 7,18 857 | 13,86 720 | 1,91 723 | 8,15 944 | 4,50 760 | 2:58,17 682 | 5561      |
|      | Pavel Dubitskiy    | 7,31 775 | 6,92 795 | 11,86 598 | 2,06 859 | 8,34 898 | 4,50 760 | 2:51,78 747 | 5432      |
|      | Boonkete Chalon    | 7,09 851 | 6,61 723 | 11,83 596 | 1,82 644 | 8,53 853 | 4,10 645 | 2:53,02 734 | 5046      |
| 4    | Viravut Jumpatong  | 7,43 736 | 6,59 718 | 12,05 609 | 1,88 696 | 8,45 872 | 4,20 673 | 3:00,42 660 | 4964      |
| 5    | Mohammed Al-Matrud | 7,15 830 | 6,82 771 | 11,25 561 | 1,70 544 | 8,33 900 | 4,00 617 | 2:52,93 735 | 4958      |
|      | Hadi Sepehrzad     | DNS 0    |          |           |          |          |          |             | DNS       |

## Nữ

### 400m
| Hạng  | VĐV                      | Thời gian |       |
| Đợt 1 | Đợt 1                    | Đợt 1     | Đợt 1 |
| ----- | ------------------------ | --------- | ----- |
| 1     | Olga Tereshkova          | 55,00     | Q     |
| 2     | Maryam Tousi             | 55,37     | Q     |
| 3     | Machettira Raju Poovamma | 56,79     |       |
| 4     | Treewadee Yongphan       | 57,18     |       |
| 5     | Munguntuya Batgerel      | 57,84     |       |
| 6     | Iong Pui I               | 1:03,40   |       |
| Đợt 2 |                          |           |       |
| 1     | Tatyana Azarova          | 54,47     | Q     |
| 2     | Tang Xiaoyin             | 54,71     | Q     |
| 3     | Saowalee Kaewchvay       | 55,17     | q     |
| 4     | Zohreh Farjam            | 56,77     | q     |
| 5     | Sini Jose                | 57,01     |       |
| 6     | Lam Ka Im                | 58,85     |       |

| Hạng | VĐV                | Thời gian |
| ---- | ------------------ | --------- |
|      | Tang Xiaoyin       | 53,56     |
|      | Tatyana Azarova    | 53,68     |
|      | Olga Tereshkova    | 53,89     |
| 4    | Saowalee Kaewchvay | 54,86     |
| 5    | Maryam Tousi       | 55,13     |
| 6    | Zohreh Farjam      | 57,10     |

### 800m
| Hạng  | VĐV                      | Thời gian |       |
| Đợt 1 | Đợt 1                    | Đợt 1     | Đợt 1 |
| ----- | ------------------------ | --------- | ----- |
| 1     | Shin So-Mang             | 2:15,50   | Q     |
| 2     | Antony Vijila            | 2:15,76   | Q     |
| 3     | Buatip Boonprasert       | 2:18,19   |       |
| 4     | Uyanga Ulziitumur        | 2:21,30   |       |
| 5     | Bui Thi Hien             | 2:23,04   |       |
| Đợt 2 |                          |           |       |
| 1     | Viktoriya Yalovtseva     | 2:10,93   | Q     |
| 2     | Mina Pourseifi           | 2:11,38   | Q     |
| 3     | Anna Kliushkina          | 2:12,76   |       |
| 4     | Leong Ka Man             | 2:25,16   |       |
| Đợt 3 |                          |           |       |
| 1     | Liu Qing                 | 2:12,44   | Q     |
| 2     | Sinimole Paulose         | 2:13,68   | Q     |
| 3     | Shinetsetseg Chuluunkhuu | 2:15,45   |       |
| 4     | Wong Man Wa              | 2:54,28   |       |

| Hạng | VĐV                  | Thời gian |
| ---- | -------------------- | --------- |
|      | Liu Qing             | 2:06,13   |
|      | Sinimole Paulose     | 2:06,32   |
|      | Antony Vijila        | 2:06,75   |
| 4    | Viktoriya Yalovtseva | 2:07,79   |
| 5    | Mina Pourseifi       | 2:12,58   |
| 6    | Shin So-Mang         | 2:13,86   |

### 1500m
Chung kết - 31 tháng 10
| Hạng | VĐV                  | Thời gian |
| ---- | -------------------- | --------- |
|      | Sinimole Paulose     | 4:22,56   |
|      | Svetlana Lukasheva   | 4:24,92   |
|      | Li Zhenzhu           | 4:25,96   |
| 4    | Bui Thi Hien         | 4:30,68   |
| 5    | Preeja Sreedharan    | 4:31,33   |
| 6    | Chhaya Khatri        | 4:46,13   |
| 7    | Imes Borges da Silva | 5:11,99   |
| 8    | Cheang Ka I          | 5:27,43   |
|      | Leila Ebrahimi       | DNF       |

### 3000m
Chung kết - 01 tháng 11
| Hạng | VĐV                   | Thời gian |
| ---- | --------------------- | --------- |
|      | Chen Xiaofang         | 9:23,11   |
|      | Preeja Sreedharan     | 9:27,62   |
|      | Bui Thi Hien          | 9:36,38   |
| 4    | Pak Jong-Nyo          | 9:41,98   |
| 5    | Baatarkhuu Battsetseg | 10:03,69  |
| 6    | Rim Yon-Hui           | 10:04,39  |
|      | Imes Borges da Silva  | DNF       |
|      | Leila Ebrahimi        | DNS       |

### 60m vượt rào
Chung kết - 30 tháng 10
| Hạng | VĐV                     | Thời gian |
| ---- | ----------------------- | --------- |
|      | Natalya Ivoninskaya     | 8,33      |
|      | Zhang Rong              | 8,35      |
|      | Anastassiya Vinogradova | 8,48      |
| 4    | Wallapa Pansoongneun    | 8,68      |
| 5    | Bach Phuonh Thao        | 8,70      |
| 6    | Sepideh Tavakkoli       | 9,32      |
| 7    | Tam Sok Teng            | 12,76     |
|      | Trecia Roberts          | DNS       |

### Tiếp sức 4 x 400m
Chung kết - 01 tháng 11
| Hạng | VĐV        | Thời gian |
| ---- | ---------- | --------- |
|      | Kazakhstan | 3:37,59   |
|      | Thái Lan   | 3:38,25   |
|      | Ấn Độ      | 3:41,09   |
| 4    | Mông Cổ    | 3:54,87   |
| 5    | Iran       | 3:58,11   |
| 6    | Ma Cao     | 3:58,85   |

### Nhảy cao
Chung kết - 31 tháng 10
| Hạng | VĐV                   | Kết quả |
| ---- | --------------------- | ------- |
|      | Noengrothai Chaipetch | 1,91    |
|      | Yekaterina Yevseyeva  | 1,88    |
|      | Anna Ustinova         | 1,88    |
| 4    | Bui Thi Nhung         | 1,84    |
| 5    | Zahra Nabizadeh       | 1,80    |
| 5    | Wanida Boonwan        | 1,80    |
| 7    | Sepideh Tavakkoli     | 1,70    |
| 8    | Ng Ka Man             | 1,50    |
| 9    | Ng Ka Ian             | 1,50    |
|      | Shaikha Ali           | NM      |
|      | Mooza Ali             | NM      |
|      | Nadiya Dusanova       | DNS     |

### Nhảy sào
Chung kết - 31 tháng 10
| Hạng | VĐV                    | Kết quả |
| ---- | ---------------------- | ------- |
|      | Ni Putu Desy Margawati | 3,75    |
|      | Sunisa Kaoaed          | 3,60    |
|      | Pasuta Wongwieng       | 3,40    |
| 4    | Rachel Yang            | 3,20    |
|      | Wu Sha                 | NM      |

### Nhảy xa
Chung kết - 01 tháng 11
| Hạng | VĐV                 | Kết quả |
| ---- | ------------------- | ------- |
|      | Chen Yaling         | 6,45    |
|      | Thitma Muangjan     | 6,04    |
|      | Sirada Seechaichana | 5,82    |
| 4    | Kang Hye-Sun        | 5,44    |
| 5    | Wong Hiu Yan        | 5,38    |
| 6    | Wong Kit Fei        | 5,27    |
| 7    | Ameena Al-Jehani    | 4,17    |

### Nhảy ba bước
Chung kết - 30 tháng 10
| Hạng | VĐV                 | Kết quả |
| ---- | ------------------- | ------- |
|      | Irina Litvinenko    | 13,56   |
|      | Thitma Muangjan     | 13,42   |
|      | Kang Hye-Sun        | 12,90   |
| 4    | Maria Natalia Londa | 12,81   |
|      | Qiu Huijing         | NM      |
|      | Olga Rypakova       | DNS     |

### Ném tạ
Chung kết - 31 tháng 10
| Hạng | VĐV                 | Kết quả |
| ---- | ------------------- | ------- |
|      | Li Fengfeng         | 16,33   |
|      | Juttaporn Krasaeyan | 15,69   |
|      | Tin Ka Yin          | 11,71   |
| 4    | Wong Kit Man        | 11,57   |
| 5    | Ho Ka I             | 11,00   |
| 6    | Lee Ka Shun         | 10,45   |

### Năm môn phối hợp
30 tháng 10
| Hạng | VĐV                | Rào 60m   | Ncao     | NTạ       | NXa      | 800m        | Tổng điểm |
| ---- | ------------------ | --------- | -------- | --------- | -------- | ----------- | --------- |
|      | Irina Naumenko     | 8,80 952  | 1,75 916 | 12,59 700 | 6,06 868 | 2:26,10 743 | 4179      |
|      | Liu Haili          | 8,75 963  | 1,75 916 | 12,09 667 | 5,96 837 | 2:31,04 680 | 4063      |
|      | Watcharaporn Masim | 8,96 918  | 1,75 916 | 11,56 632 | 5,48 694 | 2:50,96 454 | 3614      |
| 4    | Nguyen Thi Dao     | 9,10 889  | NM 0     | 10,54 565 | 5,45 686 | 2:30,22 690 | 2830      |
|      | Wassana Winatho    | 8,51 1015 | 1,72 879 | 11,72 643 | NM 0     | DNS 0       | DNF       |